# 希絲莉·史壯
希絲莉·莱格勒·史壯（Cecily Legler Strong，1984年2月8日—）  是一位美国女演员和喜剧演员，最著名的是 2012 年至 2022 年担任《週六夜現場》的演员。 她是该剧历史上任期最长的女演员。她在芝加哥的第二城戲劇團即兴表演时被《週六夜現場》聘用，她从加州艺术学院毕业后搬到了那里。她目前在Apple TV+音乐喜剧系列《歡迎來多施米加多！》的主角（2021年至今），她也参与制作。
她也在《The Awesomes》(2013–2015) 中擔任配音，於《捉鬼敢死队》、《老媽我最大》和《女性思維》等电影中担任配角。她在2015 年主持白宫记者晚宴。其第一本书《This Will All Be Over Soon》回憶錄于2021年出版。
由于在《週六夜現場》的表演，她获得了第72届和第73届黄金时段艾美奖喜剧系列最佳女配角提名。